# پادشاه آدالا
پادشاه آدالا (هانگول:아달라왕)، (سلطنت؛ ۱۵۴~۱۸۴ میلادی)  هشتمین پادشاه شیلا یکی از سه پادشاهی کره و فرزند پادشاه ایلسونگ بود او در سال ۱۵۴ میلادی به تخت نشست و در سال ۱۸۴ میلادی به دلیل بیماری درگذشت.

## پیش زمینه
او پسر ارشد پادشاه ایلسونگ بود که مادرش از قبیله پارک بود. او با دختر پادشاه جیما ازدواج کرد و این ازدواج فامیلی درجه ۸ بود. او آخرین نفر از قبیله پارک بود که بر شیلا حکومت کرد. نوادگان پارک هیوک‌گوسه دوباره در نزدیکی پایان شیلای متحد حکومت خواهند کرد.

## حکومت
با قضاوت از گزارش‌های سامگوک ساگی، سلطنت آدالا زمان گسترش قابل توجهی بود. با این حال برخی از محققان در گاهشماری شک دارند زیرا شیلا هنوز یک دولت کوچک بود.
گفته می شود که او در سال ۱۵۷ میلادی جاده گیه‌ریمنیونگ و همچنین گذرگاه جونگنیونگ را در سال ۱۵۹ میلادی گشود و شیلا را در شمال کوه های سوباک امتداد داد. تنش ها با پادشاهی رقیب بکجه به دلیل پناه دادن به یک خائن شیلایی افزایش یافت. سامگوک ساگی گزارش می دهد که ۲۰٫۰۰۰ سرباز و ۸٫۰۰۰ سواره نظام شیلا در سال ۱۶۷ میلادی با بکجه نبرد کردند. آدالا در طول سلطنت خود روابط مسالمت آمیزی با وا داشت که در سال ۱۵۸ میلادی فرستاده ای فرستاد. هیمیکو در سال ۱۷۳ میلادی فرستاده دیگری فرستاد.
در سال ۱۵۷ پس از میلاد به گفته سامگوک یوسا، این زمانی است که افسانه های یونو و سو رخ داده است. کامیگایتو «ایتسوهیکو» ایتو را در نقش یونو دید. به عبارت دیگر، ایتسوهیکو که پس از عبور از ایسوگوک (چونگدو کنونی) از شیلا در این منطقه تأسیس شد، با نیروهای یاماتو، هوکوریکو و ستونا ایکای مقابله کرد و با آنها اتحاد تشکیل داد. این نشان دهنده تعامل بین کره باستان و ژاپن است.

## مرگ و میراث
از فعالیت های او در دهه آخر سلطنتش گزارشی در دست نیست. او بدون وارث درگذشت و تبار سوک جانشین او شد.
اعتقاد بر این است که آرامگاه آدالا در کنار آرامگاه های دو پادشاه پیشین از تبار پارک هیوک‌گوسه، در مجموعه سامنونگ در نزدیکی نمسان در مرکز گیونگجو قرار دارد.